# Ibieca (kommunhuvudort)
Ibieca är en kommunhuvudort i Spanien.   Den ligger i provinsen Provincia de Huesca och regionen Aragonien, i den nordöstra delen av landet, 300 km nordost om huvudstaden Madrid. Ibieca ligger 644 meter över havet och antalet invånare är 120.
Terrängen runt Ibieca är platt söderut, men norrut är den kuperad. Terrängen runt Ibieca sluttar söderut. Runt Ibieca är det mycket glesbefolkat, med 2 invånare per kvadratkilometer. Närmaste större samhälle är Huesca, 16,7 km väster om Ibieca. Trakten runt Ibieca består till största delen av jordbruksmark.